# Musculs asincrònics de vol
Els músculs asíncrònics del vol, anomenats també músculs fibril·lars, formen part dels músculs de vol de la majoria d'espècies que pertanyen a diferents ordres d'insectes, com ara abelles, vespes, mosques, escarabats i xinxes. En aquest teixit no es mostra relació entre la successió de contraccions i el ritme d'arribada dels impulsos motors, sinó que un ritme continu d'impulsos manté el múscul actiu.